# Badminton-Asienmeisterschaft 1969
Die Badminton-Asienmeisterschaft 1969 fand vom 3. bis zum 15. Februar 1969 in Manila auf den Philippinen statt. 

## Medaillengewinner
| Disziplin    | Gold                                         | Silber                                                        | Bronze                                         |
| ------------ | -------------------------------------------- | ------------------------------------------------------------- | ---------------------------------------------- |
| Herreneinzel | Muljadi                                      | Punch Gunalan                                                 | Dinesh Khanna                                  |
| Herreneinzel | Muljadi                                      | Punch Gunalan                                                 | Sangob Rattanusorn                             |
| Dameneinzel  | Pang Yuet Mui                                | Ma Than Ngwe                                                  | Lee Young-soon                                 |
| Dameneinzel  | Pang Yuet Mui                                | Ma Than Ngwe                                                  | Mary Tan                                       |
| Herrendoppel | Ng Boon Bee Punch Gunalan                    | Ippei Kojima Yukinori Hori                                    | Sangob Rattanusorn Chavalert Chumkum           |
| Herrendoppel | Ng Boon Bee Punch Gunalan                    | Ippei Kojima Yukinori Hori                                    | Conrado Co Daniel So                           |
| Damendoppel  | Lee Young-soon Kang Young-sin                | Pang Yuet Mui Cynder Ho                                       | Lily Tan Mary Tan                              |
| Damendoppel  | Lee Young-soon Kang Young-sin                | Pang Yuet Mui Cynder Ho                                       | Ma Than Ngwe Khin Hyin                         |
| Herrenteam   | Indonesien Muljadi Darmadi Indratno Mintarja | Malaysia Tan Aik Mong Ng Boon Bee Punch Gunalan Tan Aik Huang | Japan Ippei Kojima Yukinori Hori Masao Akiyama |
| Mixed        | nicht ausgetragen                            | nicht ausgetragen                                             | nicht ausgetragen                              |

1. ↑  Mögliche Übersetzung des koreanischen Textes 킹후인 aus Donga Ilbo 1969-2-15 S. 8

## Halbfinale
| Disziplin    | Sieger                     | Finalist                             | Ergebnis    |
| ------------ | -------------------------- | ------------------------------------ | ----------- |
| Herreneinzel | Muljadi                    | Sangob Rattanusorn                   | 15–10, 15–3 |
| Herreneinzel | Punch Gunalan              | Dinesh Khanna                        | 15–7, 18–13 |
| Dameneinzel  | Pang Yuet Mui              | Lee Young-soon                       | 11–4, 11–6  |
| Dameneinzel  | Ma Than Ngwe               | Mary Tan                             | 11–7, 11–1  |
| Herrendoppel | Ng Boon Bee Punch Gunalan  | Chavalert Chumkum Sangob Rattanusorn | 15–7, 15–3  |
| Herrendoppel | Ippei Kojima Yukinori Hori | Conrado Co Daniel So                 |             |

## Finalresultate
| Disziplin    | Sieger                        | Finalist                   | Ergebnis          |
| ------------ | ----------------------------- | -------------------------- | ----------------- |
| Herreneinzel | Muljadi                       | Punch Gunalan              | 15–11, 15–3       |
| Dameneinzel  | Pang Yuet Mui                 | Ma Than Ngwe               | 11–0, 11–0        |
| Herrendoppel | Ng Boon Bee Punch Gunalan     | Ippei Kojima Yukinori Hori | 15–8, 5–15, 15–11 |
| Damendoppel  | Kang Young-sin Lee Young-soon | Cynder Ho Pang Yuet Mui    |                   |